# تیساتاردوش
تیساتاردوش (به مجاری:  Tiszatardos) یک شهرداری در مجارستان است که در ناحیه توکای واقع شده‌است. تیساتاردوش ۸٫۹۳ کیلومتر مربع مساحت و ۲۴۷ نفر جمعیت دارد.